# Ландауїт
Ландауїт (рос. ландауит; англ. landauite; нім. Landauit m) — мінерал, складний окис цинку, марганцю, заліза й титану.

## Загальний опис
Хімічна формула:
1. За Є. Лазаренком: (Zn, Mn, Fe) Ti3O7.
2. За К.Фреєм: Na [Zn2Mn(Ti, Fe)6Ti12]O38.
Склад у % (з лужного масиву Бурпала, Півн. Прибайкалля): ZnO — 9,97; MnO — 3,45; FeO — 2,00; Fe2O3 — 10,75; TiO2 — 73,46.
Сингонія моноклінна (за К.Фреєм — псевдотригональна). Форми виділення: дрібнозернисті агрегати чорного кольору.
Густина 4,42. Твердість 7,5. Блиск сильний напівметалічний. Риса сіра. Злам раковистий. Двовіс.
Знайдений в альбітових прожилках в сієніт-пегматитах лужного масиву Бурпала (Півн. Прибайкалля) разом з брукітом.
За прізв. рад. фізика Л. Д. Ландау (Т. І. Столярова та ін., 1966).